# Зеновичи
Зеновичи (пол. Zenowiczowie или Zienowiczowie, бел. Зяновічы), Зиновьевичи, Деспоты-Зеновичи — литовско-русский дворянский род герба «Деспот» («Зенович»), представители которого в XV—XVII веках занимали государственные должности в Великом княжестве Литовском и Речи Посполитой. Приставка «Деспот» появилась в конце XVII века, когда была создана легенда о происхождении Зеновичей от деспотов сербских. Род Деспот-Зеновичей внесен в VI часть родословной книги Минской губернии.

## Происхождение и история рода
Происхождение рода Зеновичей, по их литературно-генеалогической легенде, связывается с сербскими или молдавскими деспотами (наместниками провинций), представитель которых после турецкого нашествия в конце XV века якобы бежал в Великое княжество Литовское, и поступил на службу к великому князю Витовту. Однако эта легенда фиктивна, как по хронологическим, так и по историческим несоответствиям. Так молдавского деспотата вообще никогда не существовало, а сербские деспотаты на Балканах были завоеваны турками-османами между 1371 и 1459 годами. Венгерско-сербский деспотат существовал в 1471—1540 годах. Всё это происходило тогда, когда боярские предки Зеновичей уже владели своими землями и действовали на литовско-русской службе.
Первый действительный представитель этого рода на Литве — Братоша (Братша), в 1387 году упоминался среди членов совета полоцкого князя Андрея Ольгердовича, а в 1397 году он был послом Литвы в Великом Новгороде. 
В 1398—1404 годах он уже постоянный член совета великого князя литовского Витовта. В 1401 году вместе с ним упоминается его сын Зиновий (Зенон), от имени которого впоследствии произошла родовая фамилия Зеновичей. 
В 1409 году великий князь Витовт-Александр дарственной грамотой наделил правом вечного пользования Братошина Зеновича селом и озером Поставы.
В 1410 году отец и сын участвовали в качестве воевод в Грюнвальдской битве.
У Братоши были сыновья — Зеновий и Иван.
Бартош Папроцкий в своей книге "Гербы польского рыцарства" (Краков, 1584)  утверждает, что Витовт, принимая во внимание большие заслуги Зеновича, дарит ему громадные поместья, простирающиеся на протяжении пятидесяти миль. Дарственная грамота в подлиннике не сохранилась. Однако сохранились ее списки и свидетельства о ее существовании в начале XVII столетия. Брестский воевода Христофор (Криштоф) Зенович в своем духовном завещании (1611 г.) говорит, что в числе оставляемых им сыну грамот находится привилегия Витовта на владение сказанными имениями. Писана она на пергаменте, к ней приложена княжеская печать, а на ее обороте — личная печать Витовта. В Ошмянских земских актах сохранилась запись, что эта привилегия была предъявлена в подлиннике в 1626 году. В этой же привилегии сказано, что все перечисленные там поместья, занимающие громадное пространство между Припятью, Дисной и Массой, прежде были дарованы Ягайло отцу Зеновича, а теперь только подтверждаются сыну права на эти имения. Данное свидетельство подтверждает тот факт, что Зеновичи были в Литве уже в конце ХІV-го века.
Представители одной из ветвей рода переселились ещё в конце XV века из Литвы в Москву, где их фамилия получила форму Зиновьевы.
Зеновичам принадлежала иллюстрированная древнерусская летопись, получившая позднее современное научное название как «Радзивиловская». Она представляет собой «Повесть временных лет», продолженную погодными записями до 1206 года. Причём в самом её тексте есть латинская запись, что она была подарена Станиславом Зеновичем князю Янушу Радзивиллу (Л. 251).

## Представители рода

### Главная ветвь
- Зеновий (Зенон) Братошич.
  - Иван (Ивашко) Зенович (? — до 1486), сын Зеновия Братошича.
    - Юрий Иванович Зенович (около 1450 — после 1516), сын Ивана, наместник браславский в 1494—1499 годах, смоленский в 1507—1508 годах и могилёвский с 1514 года, с 1516 года маршалок при дворе великого князя Сигизмунда I Старого. В 1495 году был среди послов великого князя Александра, которые ездили в Москву за княжной Еленой, будущей женой Александра, а в 1503 году среди послов ВкЛ на переговорах в Москве.
      - Николай Юрьевич Зенович (? — ?), старший сын Юрия Ивановича, участник Московско-литовской войны 1500—1503 годов, после битвы на реке Ведроше вместе с князем Константином Ивановичем Острожским попал в плен.
        - Юрий (Ежи) Николаевич Зенович (около 1510—1583), сын Николая Юрьевича, староста чечерский и пропойский в 1547—1570 годах, лепельский в 1570 году и дисненский в 1577 году, кастелян полоцкий в 1566—1570 годах и смоленский с 1579 года. Был участником Ливонской войны (1558—1583), в период реформации перешел в кальвинизм.
          - Гальшка (София) Юрьевна Зенович — стала женой князя Михаила Александровича Вишневецкого, прабабушка короля Михаила Корибута Вишневецкого.
          - Христофор (Криштоф) Юрьевич Зенович (около 1540—1614), сын Юрия Николаевича, староста чечерский и пропойский в 1577—1590 годах, кастелян в 1585—1588 годах и воевода брестский с 1588 года. Получил образование в университете Цюриха. Покровитель кальвинизма, построил в Сморгони каменный кальвинский сбор, открыл при нём школу и собрал библиотеку. Им было написано рукописное произведение на польском языке «Трагедия, или Начало значительного упадка в доме княжества Литовского» (издано в 1846 году).
            - София Констанция Зенович, дочь Христофора, с 1604 года недолго была женой первого Станислава Станиславовича Кишки. Примерно в 1606 году, после его обращения в католицизм (вскоре он был поставлен епископом Жмудским), расторгла брак и стала женой Александра Николаевича Слушки, с которым обратилась в католицизм около 1620 (или 1621) года.
            - Николай Богуслав Зенович (? — 7 сентября 1621), сын Христофора, староста чечерский и пропойский с 1614 года, кастелян полоцкий с 1618 года. Перешёл в католичество. Погиб в сентябре 1621 года во время войны между Речью Посполитой и Турцией в битве под Хотином. Был последним мужским представителем главной ветви рода.
              - Анна София Зенович (? — 1664), дочь Николая Богуслава, жена мецената князя Альбрехта Владислава Радзивилла, а затем Франциска Флориана Зебжидовского, кастеляна Люблина.
              - София Зенович, дочь Николая Богуслава, первая жена Павла Яновича Сапеги.

      - Юрий Юрьевич Зенович — умер молодым, без наследников.
      - Михаил Юрьевич Зенович.
        - Ян Михайлович Зенович (?—?) — дворянин господарский, заложил местечко Мосар над рекой Дисна в Ошмянском повете.
          - Юрий Янович Зенович.
          - Ян Янович Зенович (около 1550—1614) — подстолий Великого княжества Литовского в 1576—1594 годах, кастелян витебский в 1594—1600 годах и смоленский с 1600 года, кальвинист.
            - Юрий (Ежи) Янович Зенович — староста опский, виленский земский судья в Вильне (1629—1632, 1639).
              - Станислав Юрьевич Зенович (1610—1672) — лесничий вилькийский в 1646 году, подкоморий вилькомирский с 1653 года, член парламента в 1665 году, кастелян новогрудский в 1671—1672 годах.
                - Христофор (Кшиштоф) Станиславич Зенович (? — 6 июня 1717) — маршалок в 1687 году и староста в 1701 году ошмянский, писарь великий ВКЛ в 1703—1709 годах, полковник войска ВКЛ, воевода минский (1709—1717).
                - Александр Станиславич Зенович.

            - Михаил Янович Зенович.
            - Абрахам Янович Зенович.
            - Станислав Янович Зенович.

      - Ян Юрьевич Зенович.

  - Василий Зенович (? — до 1486), сын Зеновия Братошича.

### Прочие представители рода
- Самуель Николаевич Зенович (? — 1645) — прапорщик мстиславский в 1616—1645 годы. Женат на Софии Димитриевне Сапежанкиной и, потом, на Марине Баковне. Кальвинист.
- Абрахам Зенович — подстолий полоцкий в 1634 — 1638 годах.
- Иосиф (Юзеф) Зенович — староста ошмянский в 1715 — 1726 годы, депутат от Ошмян на сейм 1718 года.
- Антоний Зенович — посланник в выборный парламент в 1764 году, дуктор Полоцкого воеводства в 1764 году, войский полоцкий в 1764 году, камергер полоцкий в 1778 году.
- Михаил Антонович Деспот-Зенович (1768 — после 1823) — общественный деятель, докшицкий уездный предводитель (1795—1797), борисовский уездный подкоморий (1799—1802), борисовский уездный предводитель (1811—1814), минский губернский предводитель (1814—1823).
- Степан Фёдорович Зенович (1779—1856) — воспитанник Виленского университета, ординарный профессор по кафедре химии в Киевском университете.
- Георгий Зенович (около 1782—1853) — польский легионер в армии Наполеона I.
- Александр Иванович Деспот-Зенович (1829—1895) — тобольский губернатор в 1863—1867 гг.
- Станислав Иванович Деспот-Зенович (1833—1900), городской голова Баку в 1879—1894 годах.
- Лев (Леон) Зенович (?—1916) — эмигрант, секретарь канцелярии французского императора Наполеона III.